# Tupanci
Tupanci (izvirno srbsko Тупанци) je naselje v Srbiji, ki upravno spada pod Mesto Valjevo; slednja pa je del Kolubarskega upravnega okraja.

## Demografija
Po podatkih iz popisa leta 2002 je v naselju živelo 141 polnoletnih prebivalcev, pri čemer je bila njihova povprečna starost 50,7 let (50,7 pri moških in 50,7 pri ženskah). V naselju je 58 gospodinjstev. 
To naselje je popolnoma srbsko. 
|  |

| Demografija | Demografija     | Demografija     |
| Leto        | Št. prebivalcev | Št. prebivalcev |
| ----------- | --------------- | --------------- |
|             |                 |                 |
|             |                 |                 |
|             |                 |                 |
|             |                 |                 |
| 1948        | 344             |                 |
| 1953        | 342             |                 |
| 1961        | 310             |                 |
| 1971        | 278             |                 |
| 1981        | 222             |                 |
| 1991        | 187             | 187             |
| 2002        | 158             | 158             |
|             |                 |                 |

| Etnična sestava po popisu iz leta 2002 | Etnična sestava po popisu iz leta 2002 | Etnična sestava po popisu iz leta 2002 | Etnična sestava po popisu iz leta 2002 | Etnična sestava po popisu iz leta 2002 |
| -------------------------------------- | -------------------------------------- | -------------------------------------- | -------------------------------------- | -------------------------------------- |
| Srbi                                   | Srbi                                   |                                        | 158                                    | 100,0%                                 |
| Neznano                                | Neznano                                |                                        | 0                                      | 0,0%                                   |